# سانتا أماليا
بلدية سانتا أماليا (بالإسبانية: Santa Amalia)‏, هي إحدى بلديات مقاطعة بطليوس, التي تقع في منطقة إكستريمادورا, والتي تقع في غرب إسبانيا.
يبلغ عدد سكانها 4.398 نسمة وفقاً لإحصائية سنة (2002).

## توأمة
لسانتا أماليا اتفاقيات توأمة مع:
- أورديثيا

## أعلام
- خوليو كوبوس
- كورو